# Peithagoras
Peithagoras (altgriechisch Πειθαγόρας; bei Plutarch die Namensform Pythagoras; † nach 301 v. Chr.) war ein aus Amphipolis stammender makedonischer Wahrsager und Zeichendeuter.
Peithagoras war der Bruder des makedonischen Feldherrn Apollodoros, der 331/330 v. Chr. als Befehlshaber der Truppen in Babylon zurückgelassen wurde. Auch Peithagoras scheint wie sein Bruder in Babylon verblieben zu sein. Als Alexander der Große von seinem Indienfeldzug zurückkehrte, schloss sich Apollodoros dem König an und begleitete ihn nach Ekbatana. Laut dem griechischen Geschichtsschreiber Aristobulos von Kassandreia bildete sich Apollodoros ein, dass er möglicherweise den Unmut Alexanders fürchten müsse und fragte bei seinem Bruder Peithagoras in Babylon schriftlich an, ob ihm Gefahr von Alexander oder dessen Freund Hephaistion drohe. Nach der Opferschau schrieb Peithagoras zurück, dass Aristobulos nichts vor Hephaistion zu befürchten habe. Zugleich soll er Hephaistions baldigen Tod (324 v. Chr.) prophezeit haben, der tatsächlich bereits einen Tag später eingetreten sei. Kurz danach sagte Peithagoras auch Alexanders baldiges Ende voraus. Apollodoros informierte den König darüber. Als dieser Anfang 323 v. Chr. vor Babylon eintraf, warnten Chaldäer ihn wegen ungünstiger Omina vor dem Einzug in die Stadt. Der König hatte daraufhin eine Unterredung mit Peithagoras, der ebenfalls von drohendem Unheil sprach. Alexander nahm die freimütige Äußerung des Zeichendeuters ruhig auf. Bereits im Juni 323 v. Chr. starb der König. Aristobulos behauptete, dass Peithagoras ihm diese Geschichte selbst berichtet habe. Der Wahrsager lebte noch in den ersten Jahrzehnten der Diadochenzeit und soll auch den Tod des Perdikkas und Antigonos Monophthalmos vorausgesagt haben.